# Бир (Горњи Пиринеји)
Бир (фр. Burg) је насељено место у Француској у региону Миди Пирене, у департману Горњи Пиринеји.
По подацима из 2011. године у општини је живело 269 становника, а густина насељености је износила 21,42 становника/km².

## Демографија
| 1990. | 2011. |
| ----- | ----- |
| 294   | 269   |